# Hauteville-la-Guichard
Hauteville-la-Guichard är en kommun i departementet Manche i regionen Normandie i norra Frankrike. Kommunen ligger i kantonen Saint-Sauveur-Lendelin som tillhör arrondissementet Coutances. År 2022 hade Hauteville-la-Guichard 452 invånare.

## Befolkningsutveckling
Antalet invånare i kommunen Hauteville-la-Guichard
| Referens: INSEE |